# Krasnouralsk
Krasonuralsk (ros. Красноуральск) – miasto w Rosji, w obwodzie swierdłowskim, w Uralskim Okręgu Federalnym. Liczy około 23 tys. mieszkańców. Jest ośrodkiem górnictwa, hutnictwa, meblarstwa, przemysłów zbrojeniowego i chemicznego, o bardzo wysokim stopniu zanieczyszczenia środowiska naturalnego. Położony jest w sąsiedztwie trasy szybkiego ruchu w odległości ok. 70 km na północ od Niżnego Tagiłu. Miasto otaczają rozległe lasy. W 2017 r. informowano o podejmowanych próbach dekontaminacji terenu byłej fabryki chemicznej.

## Historia
Osadnictwo datowane od 1832 r. wiązało się z niewielkim pokładem złota. W 1925 r. rozpoczęto wydobycie rud miedzi. W 1932 r. osadę przekształcono w miasto, przyjmując obecną nazwę. W okresie II wojny światowej oraz w latach powojennych miasto i okolice stały się miejscem zsyłki licznych Polaków, deportowanych tu od 10 lutego 1940 r. z sowieckiej strefy okupacyjnej do pracy ponad siły, w nieludzkich warunkach, w pobliskich lasach i w kopalniach rud miedzi, co skutkowało bardzo wysoką śmiertelnością zesłańców, w tym małych dzieci, także śmiercią głodową. Zdarzały się mordy na więźniach. Prócz Polaków, wykorzystywano także niewolniczo jeńców fińskich.

## Klimat
Zimny klimat, o średniej rocznej temperaturze 1,2 °C i wysokich każdego miesiąca opadach deszczu, 591 mm rocznie.
| Miesiąc                              | Sty   | Lut   | Mar   | Kwi  | Maj  | Cze  | Lip  | Sie  | Wrz  | Paź  | Lis   | Gru   | Roczna |
| ------------------------------------ | ----- | ----- | ----- | ---- | ---- | ---- | ---- | ---- | ---- | ---- | ----- | ----- | ------ |
| Rekordy maksymalnej temperatury [°C] | -12   | -9,5  | -0,6  | 8,4  | 15,7 | 21,4 | 23,3 | 20,1 | 13,5 | 4    | -4,2  | -9,1  | 23,3   |
| Średnie dobowe temperatury [°C]      | -15,8 | -13,9 | -5,7  | 3,1  | 9,6  | 15,3 | 17,7 | 14,8 | 9,1  | 0,8  | -7,6  | -12,7 | 1,2    |
| Rekordy minimalnej temperatury [°C]  | -19,6 | -18,3 | -10,8 | -2,1 | 3,5  | 9,2  | 12,2 | 9,5  | 4,7  | -2,3 | -10,9 | -16,2 | −19,6  |
| Opady [mm]                           | 31    | 21    | 21    | 37   | 47   | 69   | 99   | 79   | 63   | 50   | 41    | 33    | 78     |
| Źródło:                              |       |       |       |      |      |      |      |      |      |      |       |       |        |

## Gospodarka
W mieście rozwinął się przemysł chemiczny, materiałów budowlanych, lekki oraz hutniczy

## Urodzeni w Krasnouralsku
- Witalij Siewastjanow – radziecki kosmonauta